# Dominique Antoine
Dominique Antoine est un haut fonctionnaire français, né en 1959. Il est aujourd'hui conseiller-maître à la Cour des Comptes.

## Carrière
À sa sortie de l'ESSEC en 1980, il commence sa carrière comme chargé de mission à l'antenne de Francfort-sur-le-Main (Allemagne) de la Délégation à l'aménagement du territoire et à l'action régionale (DATAR).
Après une deuxième année à l'Institut d'études politiques (1983-84), il entre à l'ENA en 1985.

### Ministère de l'Éducation nationale
De 1987 à 1991, il est successivement secrétaire général adjoint de l'académie de Versailles, chargé de mission au cabinet du ministre de l'Education nationale René Monory et secrétaire général de l'académie d'Aix-Marseille.
Il est nommé en 1991 chargé de mission à l'inspection générale de l'administration de l'éducation nationale.
En 1992, René Monory est élu président du Sénat et Dominique Antoine devient son directeur de cabinet adjoint. L'année suivante, il retourne au ministère de l'Éducation nationale comme directeur de cabinet adjoint du ministre François Bayrou. Puis, il fait un court passage au conseil régional d'Île-de-France, comme directeur des affaires scolaires et de l'enseignement supérieur.
En 1995, il devient directeur de l'administration et du personnel du ministère de l'éducation nationale. En 1997, il est nommé inspecteur général de l'administration de l'éducation nationale et de la recherche.
En 2002, Il devient directeur de cabinet adjoint de Luc Ferry et dirige alors le cabinet de Xavier Darcos, ministre de l'Enseignement Scolaire. La même année, il est promu directeur de l'administration du ministère de l'Éducation nationale, puis directeur des personnels, de la modernisation et de l'administration (2003-2006).
En 2006, il inaugure le poste de secrétaire général du ministère.

### Conseiller à la Présidence de la République
De 2007 à 2009, il est conseiller chargé de l'Éducation, de la Culture, de la Jeunessse et des Sports à la Présidence de la République. Après le départ de Georges-Marc Benamou, il ajoute la culture et la communication à ses prérogatives. Lors de son passage à l'Élysée, Dominique Antoine veille notamment à la présence du livre à la télévision.
Le 6 mai 2009, il est nommé en conseil des ministres Conseiller-maître à la Cour des Comptes.

### Professeur associé
Il est professeur associé à l'université Paris-Descartes entre 1998 et 2015.

### Fonctions actuelles
Il est conseiller maître  à la Cour des comptes.

## Interlignes
Fondateur du club littéraire "l'Ivre Parole" et engagé dans l'univers du livre, il a animé entre 2010 et 2013 l'émission littéraire Interlignes diffusée sur internet.

## Parcours politique
Il est conseiller municipal d'opposition de Clermont (Oise) de 1995 à 2001.
En 1998, il est élu conseiller régional UDF de Picardie. Il se représente 2004 sur la liste conduite par Gilles de Robien. Cependant, 16e sur la liste de l'Oise, il ne sera pas réélu.

## Décorations
- : Chevalier de la légion d'honneur (2003)[6]
- : Chevalier de l'ordre national du Mérite
- : Officier de l'ordre des Arts et Lettres
- : Commandeur de l'ordre des Palmes académiques (2002)[7]

## Formation
- Diplômé de l'École Supérieure des Sciences Économiques et Commerciales (ESSEC)
- Ancien élève de l'Institut d'études politiques de Paris
- Ancien élève de l'École nationale d'administration (promotion Fernand Braudel 1985-1987)